# Heinz Schön

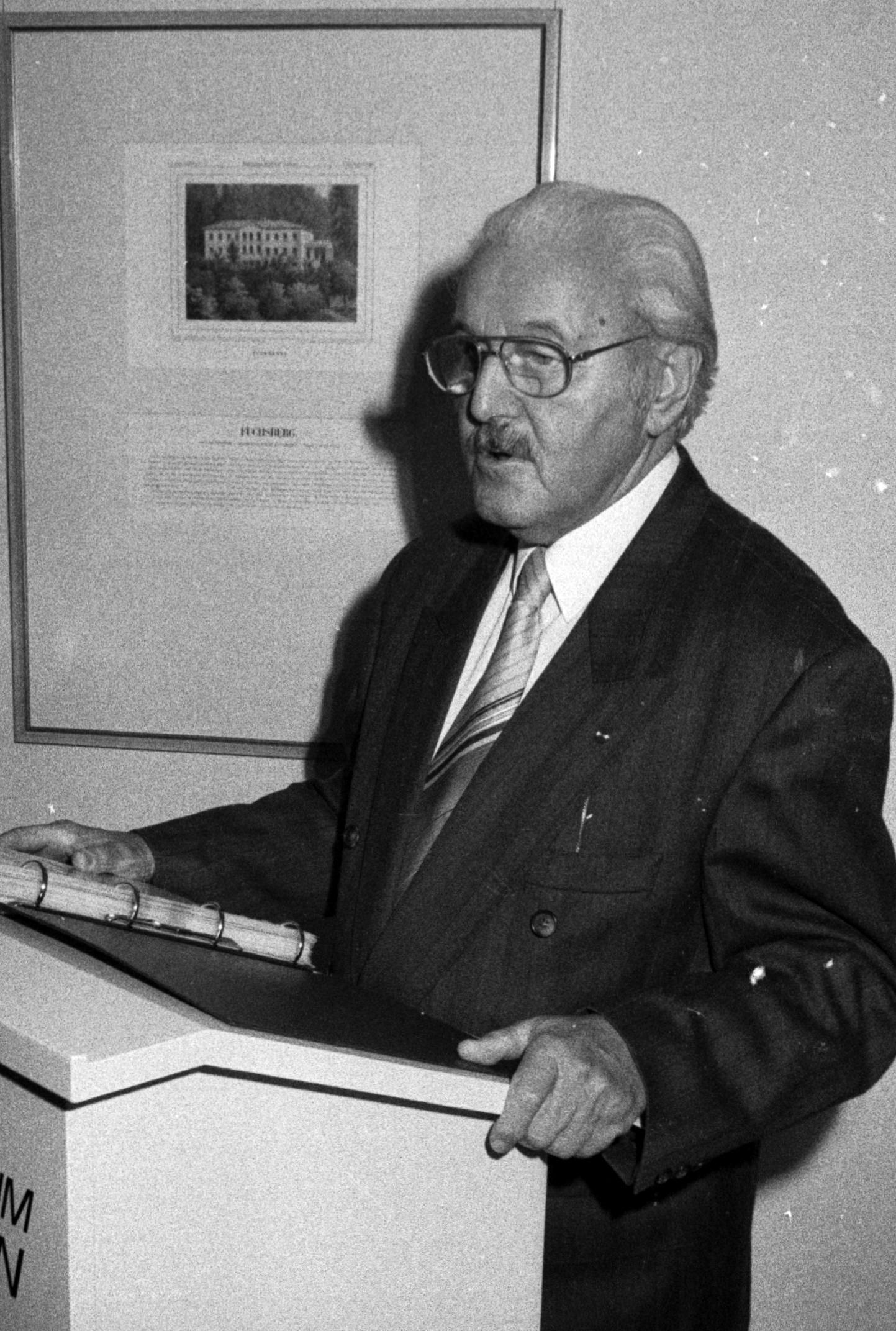
Heinz Schön im Kulturzentrum Ostpreußen Ellingen (1996)

Heinz Schön (* 3. Juni 1926 in Jauer, Niederschlesien; † 7. April 2013 in Bad Salzuflen) war ein deutscher Archivar, Theateramtsleiter, Sachbuchautor und Publizist. Er überlebte den Untergang der Wilhelm Gustloff 1945. Er war Zeitzeuge dieses Ereignisses und Archivar über die südliche Ostsee. Im Jahr 1986 verlieh ihm Bundespräsident Richard von Weizsäcker das Bundesverdienstkreuz.

## Leben

### Jugend
Seit früher Jugend interessierte sich Heinz Schön für die Seefahrt; im Jahr 1941 erwarb er das Seesportabzeichen A in Prieros, dann 1942 das Seesportabzeichen B in Seemoos am Bodensee und im Jahr 1943 das Seesportabzeichen C auf dem Segelschulschiff Horst Wessel. Wegen seiner zunehmenden Kurzsichtigkeit musste er von dem Segelschulschiff der Kriegsmarine abmustern, um bei der Handelsmarine anheuern. Seine Ausbildung zum Zahlmeister begann er im Herbst 1943 in Hamburg im Zentralbüro der Hamburg-Südamerikanischen Dampfschifffahrts-Gesellschaft. Ab Februar 1944 war er als Schiffzahlmeisterassistent auf der „Wilhelm Gustloff“ im Einsatz, einem ehemaligen KdF-Urlauberschiff, das zum Lazarettschiff für die Kriegsmarine umgerüstet worden war und als Wohnschiff der 2. U-Lehrdivision in Gotenhafen-Oxhöft lag.

### Untergang derWilhelm Gustloff
Am 21. Januar begann das Unternehmen Hannibal und die Wilhelm Gustloff wurde wieder in Fahrt gebracht, mit dem Ziel die Flüchtlinge und Soldaten über die südliche Ostsee evakuieren. Auf der ersten Fahrt von Gotenhafen nach Kiel, mit möglicherweise über 10.000 Personen am Bord, wurde die Wilhelm Gustloff am 30. Januar 1945 durch drei Torpedos des sowjetischen U-Boots S-13 versenkt. Vermutlich über 9.000 Menschen starben bei dem Untergang des Schiffs, nur etwa 1.230 überlebten.
Als die Krängung zunahm, wurde Heinz Schön über Bord ins Meer gespült. Ein junger Matrose der Schiffsmannschaft, der spätere Angiologe Werner Schoop, zog ihn auf ein Floß und rettete ihm das Leben. Das Torpedoboot T 36 nahm die Schiffbrüchigen aus dem Floß an Bord und brachte sie zum Hafen in Sassnitz. Heinz Schön reiste mit dem Zug am 3. Februar in Hamburg an, wurde am 17. Februar auf den Dampfer General San Martin abkommandiert und nahm an elf Rettungsfahrten mit Flüchtlingen über die südliche Ostsee teil.

### Engagement als Zeitzeuge und Archivar
Heinz Schön wurde am 16. Juni 1945 aus der Handelsmarine entlassen, reiste in die amerikanische Besatzungszone und studierte an der Verwaltungsakademie in Göttingen. Anschließend baute er dort eine Volkshochschule auf. Er heiratete im Juni 1947 und zog 1953 mit Familie nach Herford. In den Jahren 1953 bis 1990 war er als Werbeleiter, städtischer Fremdenverkehrsdirektor und dann als Theateramtsleiter des Stadttheaters Herford angestellt. Er begründete 1973 in Herford das Hoekerfest und hat für das kulturelle und wirtschaftliche Leben in der Stadt Herford viel bewirkt. 1969 übersiedelte er in die Nachbarstadt Bad Salzuflen, Ortsteil Lockhausen, welcher im Rahmen der Gebietsreform am 1. Januar 1969 in Bad Salzuflen aufging.
Der Untergang der Gustloff ließ ihn bis zum Lebensende nicht mehr los. Bereits 1945 suchte er nach weiteren Zeitzeugen und Überlebenden der Katastrophe und sammelte Berichte für sein Gustloff-Archiv sowie für sein Ostsee-Archiv. Er debütierte 1952 als Sachbuchautor mit dem Buch Der Untergang der Wilhelm Gustloff. Es folgten weitere Bücher, Vorträge und Presseartikel. Er wirkte als Fachberater und Drehbuchmitarbeiter bei dem Film Nacht fiel über Gotenhafen, der 1960 in deutschen Kinos erschien.
1965 richtete die Bundesregierung an der Ost-Akademie Lüneburg eine „Forschungsstelle Ostsee“ ein, deren Aufgabe es war, die Dokumentation über die Rückführung von Flüchtlingen, Verwundeten und Soldaten mit Schiffen der Handels- und Kriegsmarine über die südliche Ostsee im Frühjahr 1945 zu erarbeiten. Heinz Schön übernahm ehrenamtlich den Teil über die Handelsschifffahrt. Nach siebenjähriger Tätigkeit wurde die „Forschungsstelle Ostsee“ kurz vor der Veröffentlichung überraschend geschlossen. Die von Heinz Schön erarbeiteten Materialien blieben vereinbarungsgemäß aus urheberrechtlichen Gründen in seinem Archiv. Er forschte weiter und veröffentlichte 1983 das 700-seitige Standardwerk Ostsee '45 – Menschen, Schiffe, Schicksale, das laufend ergänzt, erweitert und mehrmals aufgelegt wurde. 1984 verlieh ihm die Landsmannschaft Westpreußen e. V. den Marienburg-Preis.
In den Jahren 1985 und 1986 organisierte er im Ostseebad Damp, als Medienreferent im Kuratorium „Erinnerungsstätte Albatros – Rettung über See“, die Begegnungen der Geretteten und Retter der Ostseeflucht. 1987 hatte Heinz Schön die „Rettungsmedaille Ostsee 1945“ gestiftet, die in Damp an die Rettenden verliehen wurde. Bei einem Vortrag im Januar 1997 in Freiburg traf er seinen Lebensretter Werner Schoop (1924–2011), der ihn am 30. Januar 1945 aus der Ostsee auf ein Floß zog. 2002 hatte ihn Günter Grass namentlich in seiner Novelle Im Krebsgang wie folgt erwähnt:

„Aber ausführlich und aus zeitlicher Distanz tat das allein Heinz Schön. Er hat (…) den Wust der Zeitungsberichte von damals ausgewertet. (…) Da er den Untergang des KdF-Passagier-, dann Lazarett-, darauf Kasernen- und schließlich Flüchtlingstransportschiffes überlebte, begann er nach dem Krieg alles zu sammeln und aufzuschreiben, was die Gustloff in guten und schlechten Zeiten betraf. Er kannte nur dieses eine Thema; oder es hatte einzig dieses Thema von ihm Besitz ergriffen. (…) Alles hatte er aufgelistet: die Anzahl der Kabinen, die Unmengen Reiseproviant, die Größe des Sonnendecks in Quadratmetern, die Zahl der kompletten und der am Ende fehlenden Rettungsboote und schließlich (…) die Zahl der Toten und Überlebenden.“

Als der Fernsehfilm Die Gustloff gedreht wurde, war er als „Gustloff-Experte“ im März 2007 bei den Drehtagen in Stralsund sowie im Mai bei Magic Media Company in Köln anwesend.
Heinz Schön starb im April 2013 in seinem letzten Wohnort Bad Salzuflen. Seinem Wunsch entsprechend wurde die Urne samt Gedenktafel am 10. Mai 2013 in der Ostsee am Wrack der Wilhelm Gustloff versenkt. Nach dem Tod von Heinz Schön fiel ein Teil des Gustloff-Archivs einem Wasserschaden zum Opfer, der Rest ging in den Privatbesitz des mit Schön befreundeten Tauchers Matthias Schneiders über.

## Publikationen (Auswahl)
- Der Untergang der Wilhelm Gustloff – Tatsachenbericht eines Überlebenden. Bearbeitung Walter Böckmann, Karina-Goltze-Verlag, Göttingen 1952, DNB 454444680.
- Ostsee ’45 – Menschen, Schiffe, Schicksale. Motorbuch-Verlag, Stuttgart 1983, ISBN 3-87943-856-0.
- Die KdF-Schiffe und ihr Schicksal. Eine Dokumentation. Motorbuch-Verlag, Stuttgart 1987, ISBN 3-613-01192-1.
- Die Cap Arcona-Katastrophe. Eine Dokumentation nach Augenzeugen-Berichten. Motorbuch-Verlag, Stuttgart 1989, ISBN 3-613-01270-7.
- Die letzten Kriegstage. Ostseehäfen 1945. Motorbuch-Verlag, Stuttgart 1995, ISBN 3-613-01654-0.
- Im Heimatsland in Feindeshand. Schicksale ostpreußischer Frauen unter Russen und Polen 1945–1948. Arndt Verlag, Kiel 1998, ISBN 978-3-88741-198-5.
- SOS Wilhelm Gustloff. Die größte Schiffskatastrophe der Geschichte. Motorbuch-Verlag, Stuttgart 1998, ISBN 3-613-01900-0.
- Hitlers Traumschiffe. Die „Kraft durch Freude“-Flotte 1934–1939. Arndt Verlag, Kiel 2000, ISBN 3-88741-031-9.
- Flucht aus Ostpreussen 1945. Die Menschenjagd der Roten Armee. Arndt Verlag, Kiel 2001, ISBN 3-88741-035-1.
- Das Geheimnis des Bernsteinzimmers. Das Ende der Legenden um den in Königsberg verschollenen Zarenschatz. Paul Pietsch Verlag, Stuttgart 2002, ISBN 3-613-50401-4.
- Die Tragödie der Flüchtlingsschiffe. Gesunken in der Ostsee 1944–45. Motorbuch-Verlag, Stuttgart 2004; ISBN 3-613-02424-1.
- Mythos Neu-Schwabenland. Für Hitler am Südpol. Die deutsche Antarktisexpedition 1938–1939. Bonus-Verlag, Selent 2004, ISBN 3-935962-05-3.
- Königsberger Schicksaljahre. Der Untergang der Hauptstadt Ostpreußens 1944–1948. Arndt Verlag, Kiel 2012, ISBN 978-3-88741-053-7.
- mit Armin Fuhrer: Erich Koch, Hitlers brauner Zar. Gauleiter von Ostpreussen und Reichskommissar der Ukraine. Olzog Verlag, München 2010, ISBN 978-3-7892-8305-5.
- (posthum) mit Jürgen Kleindienst (Hrsg.): Pommern auf der Flucht 1945. Rettung über die Ostsee aus den Pommernhäfen Rügenwalde, Kolberg, Stettin, Swinemünde, Greifswald, Stralsund und Saßnitz. Zeitgut Verlag, Berlin 2013, ISBN 978-3-86614-175-9.

### DVD-Video
- mit Karl Höffkes, Sprecher Andreas Meese: Triumph und Tragödie der „Wilhelm Gustloff“. Just Entertainment, Hilversum 2009.

## Verfilmung (Mitwirkung)
- 1960: Nacht fiel über Gotenhafen, Kinofilm, Regie: Frank Wisbar.
- 2008: Die Gustloff, Fernsehfilm (ZDF / UFA), Regie: Joseph Vilsmaier, Kai Wiesinger.

## Auszeichnungen / Ehrungen
- 1984: Marienburg-Preis der Landsmannschaft Westpreußen e. V.
- 1986: Bundesverdienstkreuz am Bande
- 2008: Ehrenplakette des Bundes der Vertriebenen